# Hải Phòng

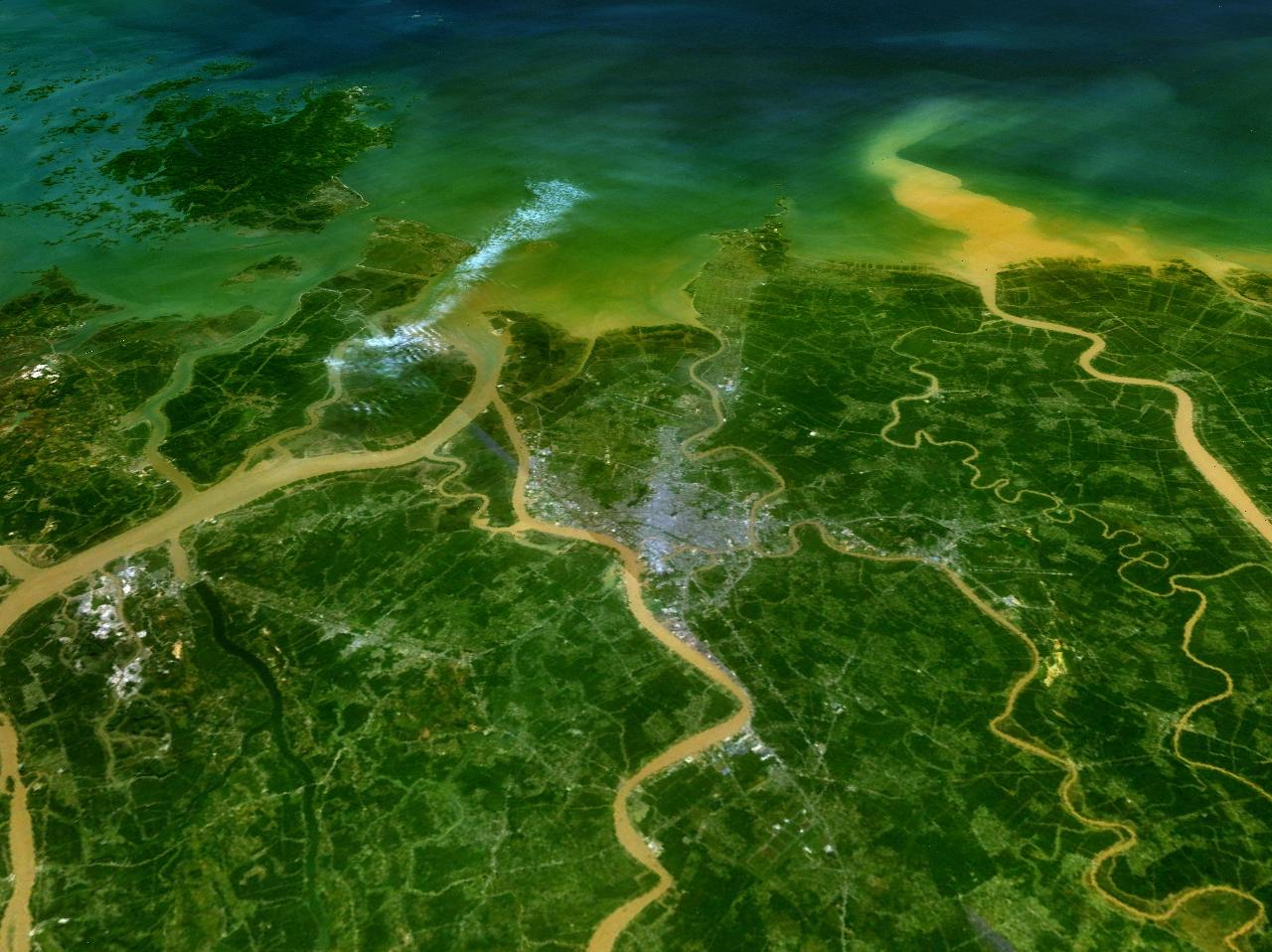
Das Delta des Roten Flusses bei Haiphong

Haiphong (vietnamesisch Hải Phòng, Hán Tự 海防) ist die drittgrößte Stadt in Vietnam. Wirtschaftlich ist die Stadt als wichtigster Hafen Nordvietnams bedeutsam. Verwaltungstechnisch besitzt Haiphong Provinzstatus. Die einer Provinz gleichgestellte Stadt hat ca. zwei Mio. Einwohner, davon leben im eigentlichen Stadtgebiet etwa 841.000 Menschen.
Der Name leitet sich von Hải tần phòng thủ (海嬪防守) ab, was Verteidigung am Meer bedeutet. Eine ebenfalls geläufige Bezeichnung ist Stadt der Roten Blumen (Thành phố hoa phượng đỏ), wegen der Flammenbäume, die viele Straßen der Innenstadt säumen. Diese Bäume sind auch Namensgeber des Red Flamboyant Festivals, das seit 2012 jährlich im Mai vor der Oper gefeiert wird.

## Lage und Klima
Haiphong liegt etwa 100 km südöstlich von Hanoi, der Hauptstadt des Landes, im Delta des Roten Flusses an einem nördlichen Mündungsarm namens cửa Cấm (Verbotenes Tor), 20 km vor der Mündung in den Golf von Tonkin. Die Stadt wird von 16 Flüssen und Nebenarmen durchflossen. Die Altstadt liegt am Ufer des Tam Bạc. Die Stadt besitzt den zweitgrößten Hafen Vietnams, der als Überseehafen für den gesamten Norden von hoher Bedeutung für den Handel ist, insbesondere mit China. Sie wird deshalb auch der Hafen von Hanoi genannt. Die Küstenlinie ist etwa 95 km lang.
Die Durchschnittstemperatur beträgt 23,7 °C, die jährliche Niederschlagsmenge liegt zwischen 1846 mm. Durch einen Taifun am 15. September 1881 starben im Gebiet von Haiphong bis zu 300.000 Menschen. Am 27. September 2005 erreichte der stärkste Wirbelsturm der letzten 30 Jahre, Damrey, die Provinzen Thanh Hóa und Haiphong. In der bis dahin größten Evakuierungsaktion wurden ca. 300.000 Menschen aus der Küstenregion in Sicherheit gebracht. Bei den Überschwemmungen starben ca. 50 Menschen. Laut Prognosen des Weltklimarates IPCC ist auch Haiphong durch das Ansteigen der Meeresspiegel gefährdet.
|                       | Jan | Feb | Mär | Apr | Mai | Jun | Jul | Aug | Sep | Okt | Nov | Dez |   |      |
| Mittl. Tagesmax. (°C) | 20  | 20  | 23  | 28  | 32  | 33  | 33  | 32  | 31  | 29  | 25  | 22  | ⌀ | 27,4 |
| Mittl. Tagesmin. (°C) | 13  | 15  | 18  | 21  | 24  | 26  | 26  | 26  | 24  | 22  | 18  | 15  | ⌀ | 20,7 |
|                       |     |     |     |     |     |     |     |     |     |     |     |     |   |      |
| Niederschlag (mm)     | 26  | 30  | 42  | 91  | 170 | 242 | 260 | 305 | 209 | 121 | 57  | 24  | Σ | 1577 |
|                       |     |     |     |     |     |     |     |     |     |     |     |     |   |      |
| Sonnenstunden (h/d)   | 3   | 2   | 3   | 4   | 6   | 6   | 7   | 6   | 6   | 6   | 5   | 4   | ⌀ | 4,9  |
|                       |     |     |     |     |     |     |     |     |     |     |     |     |   |      |
| Regentage (d)         | 10  | 11  | 14  | 13  | 14  | 15  | 15  | 16  | 14  | 11  | 8   | 6   | Σ | 147  |
|                       |     |     |     |     |     |     |     |     |     |     |     |     |   |      |
| Wassertemperatur (°C) | 22  | 21  | 22  | 24  | 27  | 29  | 30  | 30  | 29  | 28  | 26  | 23  | ⌀ | 25,9 |
|                       |     |     |     |     |     |     |     |     |     |     |     |     |   |      |
| Luftfeuchtigkeit (%)  | 83  | 88  | 91  | 90  | 87  | 86  | 86  | 88  | 85  | 80  | 79  | 81  | ⌀ | 85,3 |

| 13 |

| 15 |

| 18 |

| 21 |

| 24 |

| 26 |

| 26 |

| 26 |

| 24 |

| 22 |

| 18 |

| 15 |

| 13 |

| 15 |

| 18 |

| 21 |

| 24 |

| 26 |

| 26 |

| 26 |

| 24 |

| 22 |

| 18 |

| 15 |

## Geschichte
Der Legende nach soll der Ort als An Biên von der lokalen Freiheitskämpferin Lê Chân gegründet worden sein, die im Jahre 39 n. Chr. die Trưng-Schwestern gegen die Chinesen unterstützt haben soll. Eine Statue zu Ehren General Lê Châns steht vor dem städtischen Ausstellungshaus am Westende des Stadtparks Vườn Hoa. Eine erste Erwähnung als Fischer- und Marktdorf in sumpfigem Gelände datiert aus dem 1. Jahrhundert.
938 ließ General Ngô Quyền gegen eine chinesische Expeditionsflotte im Fluss Bạch Đằng Pfähle mit eisernen Spitzen einrammen. Bei Ebbe wurden die Schiffe von den Pfählen durchbohrt und mehr als die Hälfte sanken. Dies beendete eine mehr als tausendjährige chinesische Herrschaft über Nordvietnam. 1287/88 wiederholte General Trần Hưng Đạo diese List gegen 400 mongolische Schiffe. Eine bronzene Röhre mit chữ-Nôm-Inschrift bei der Vân Bản-Pagode (雲岅) soll aus dem Jahr 1076 stammen, was allerdings strittig ist.

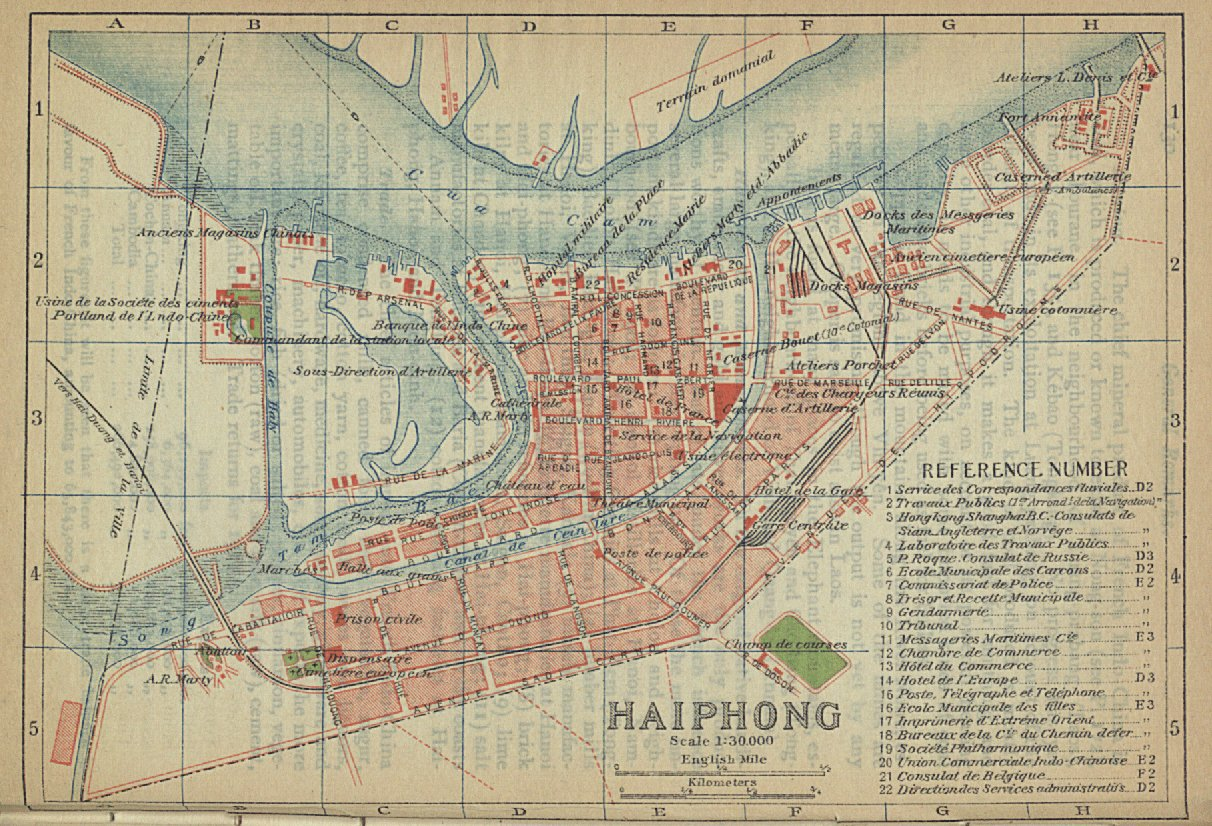
Karte der japanischen Eisenbahnbehörde 1920

Im 17. Jahrhundert wurde der kleine Militärposten zu einem Hafen ausgebaut. Haiphong wurde eines der wichtigsten Handelszentren im Norden Vietnams und bedeutende Hafenstadt auch für chinesische, japanische, französische und portugiesische Seefahrer. Entscheidende Impulse für die Entwicklung Haiphongs zu einem Überseehafen erfolgten während der französischen Kolonialherrschaft. 1874 übernahmen die Franzosen Haiphong, ließen die Sümpfe trockenlegen und begannen, den Ort systematisch zu erschließen. Durch Zwangsarbeiter wurde er zur Stadt ausgebaut und der Hafen bis 1885 zum französischen Flottenstützpunkt und größten Überseehafen Indochinas. Über ihn wurde ein großer Teil der Importe (Waffen, Luxusgüter) und Exporte (Kohle, Erze, Edelhölzer) von und nach Frankreich abgewickelt. Offiziell wurde die Stadt mit ca. 10.000 Einwohnern im Jahr 1888 gegründet.
Ausschlaggebend für diese Anstrengungen der Franzosen war auch die zur Erschließung Chinas günstige Lage. Die Vermutung, der Rote Fluss sei bis in den Oberlauf schiffbar und damit für den Handelsverkehr mit China geeignet, beeinflusste das Interesse der Kolonialmacht am Hafen. 1901 bis 1910 wurde die Bahnstrecke der Yunnan-Bahn nach Kunming gebaut. 1939 zählte die Stadt rund 80.000 Einwohner, davon 2300 Europäer. Die Stadt entwickelte sich während der Kolonialzeit durch die von den Franzosen geschaffene Infrastruktur und die von ihnen dort angesiedelten Betriebe zum größten Industriezentrum Nordvietnams.
Nach Ende des Zweiten Weltkrieges, das in Asien durch die Kapitulation und den Abzug Japans erfolgte, annektierten französische Truppen Vietnam erneut. Am 23. November 1946 wurde Haiphong von den Franzosen von See aus beschossen, weil die Việt Minh sich geweigert hatte, sich aus der Stadt zurückzuziehen. Dieses auch Haiphong-Zwischenfall genannte Ereignis, das mehr als 6000 Zivilisten das Leben gekostet haben soll und das Hafenviertel völlig zerstörte, gilt als Auslöser des Indochinakrieges. Nach der Teilung Vietnams am 17. nördlichen Breitengrad (Genfer Indochinakonferenz 1954) war Haiphong der einzige bedeutende Hafen Nordvietnams. 1955, nach der verlorenen Schlacht um Điện Biên Phủ 1954, verließen die Franzosen das Land in Haiphong, von wo aus sie Tonkin ab 1872 eingenommen hatten.
Im Vietnamkrieg wurde die Stadt von den USA ab 1966 schwer bombardiert. 1972 wurde auf Befehl von US-Präsident Richard Nixon der Hafen vermint. Damit sollte der militärische Nachschub aus der Sowjetunion unterbunden und Nordvietnam an den Verhandlungstisch gezwungen werden. Im Vertrag von Paris von 1973 wurden die USA verpflichtet, den Hafen von Haiphong wieder zu entminen.
Nach Ende des Vietnamkrieges (1975) und der Wiedervereinigung (1976) zur Sozialistischen Republik Vietnam (SRV) wurde Haiphong als wichtiges Industriezentrum wieder aufgebaut. Die Hafenanlagen wurden mit Hilfe aus der Sowjetunion und der Volksrepublik China auf- und ausgebaut, die Fahrrinne vertieft. Das Verbot des Privathandels (1978) und der damit verbundene Exodus von Vietnamesen vorwiegend chinesischer Abstammung führten auch in Haiphong zu erheblichen Einbrüchen in der wirtschaftlichen Entwicklung. Erst mit der Liberalisierungspolitik Đổi mới (1986) erfuhr Haiphong neue Impulse seiner Wirtschaft.
Seit 1960 ist die Stadt römisch-katholischer Bischofssitz (Diözese, dem Erzbistum Hanoi zugeordnet).

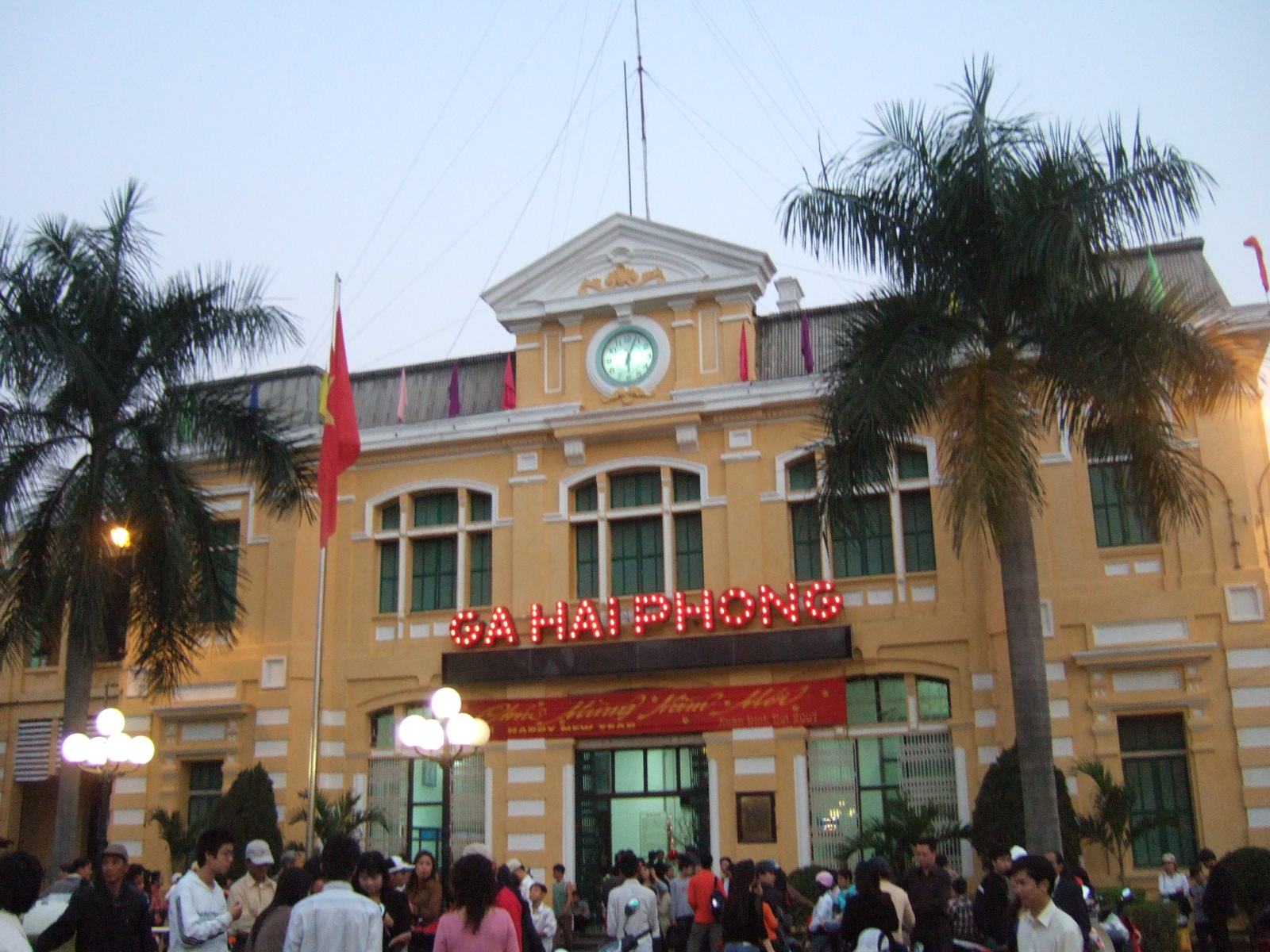
Bahnhof Ga Hải Phòng

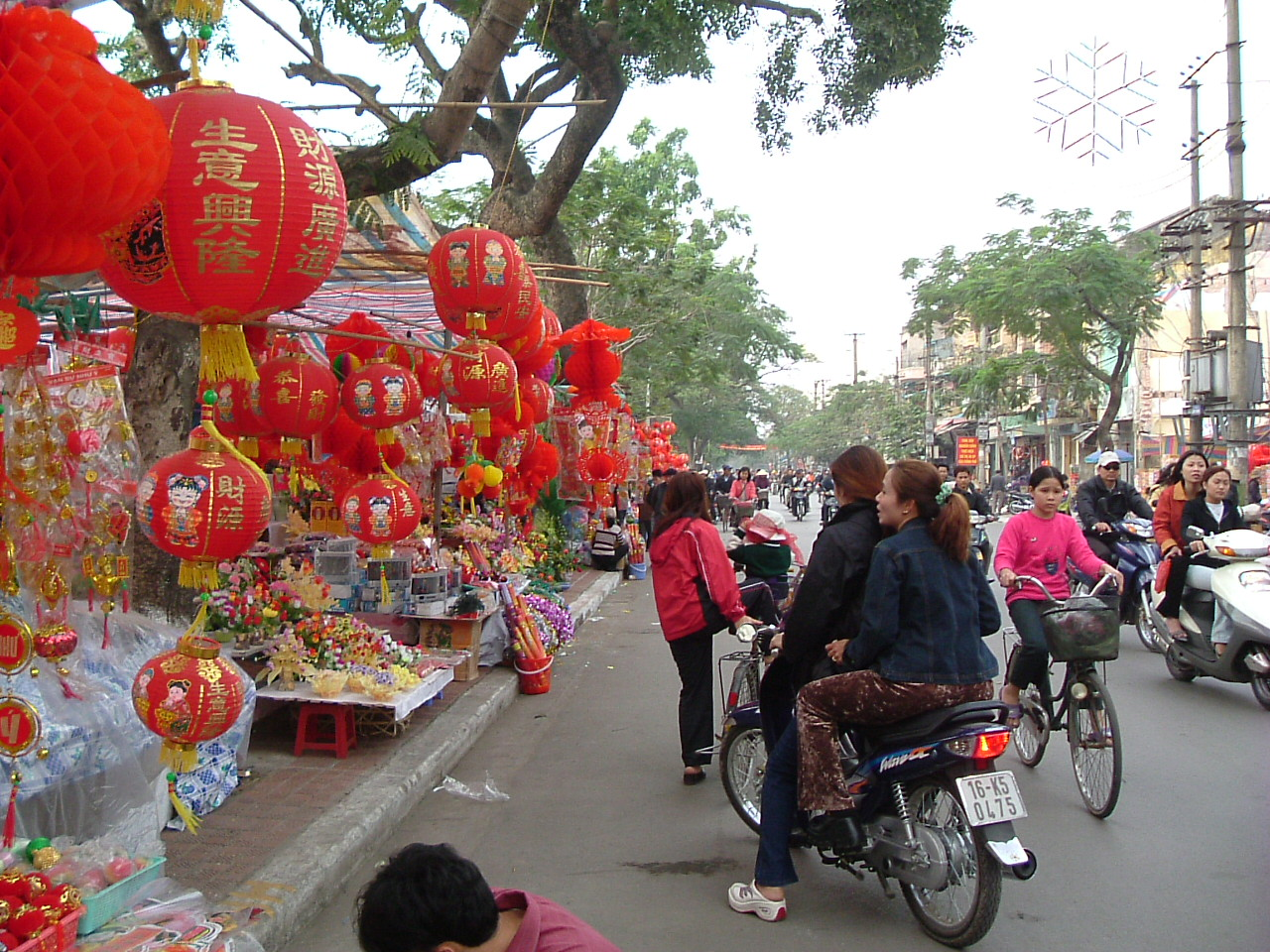
Blumenmarkt zu Tet

## Politik

### Verwaltung
Hải Phòng ist als regierungsunmittelbare Stadt direkt der Zentralregierung unterstellt und der Verwaltungseinheit Provinz gleichgestellt. Dieser erweiterte Stadtbereich wird in sieben Stadtbezirke (quận) und acht Landkreise (huyện) gegliedert. 2007 hatte die Agglomeration 1,9 Millionen Einwohner.
Die Stadtbezirke des Stadtgebietes Thành phố Hải Phòng sind: Đồ Sơn, Dương Kinh, Hải An, Hồng Bàng, Kiến An, Lê Chân und Ngô Quyền. Die Innenstadt besteht aus folgenden drei Stadtbezirken:
- Hồng Bàng mit den 11 Vierteln (phường) Hoàng Văn Thụ, Minh Khai, Quán Toan, Trại Chuối, Hùng Vương, Phan Bội Châu, Quang Trung, Sở Dầu, Phạm Hồng Thái, Thượng Lí und Hạ Lí,
- Ngô Quyền mit den 13 Vierteln (phường) Đông Khê, Máy Tơ, Lương Khánh Thiện, Cầu Đất, Lạch Tray, Đằng Giang, Lương Khánh Thiện, Gia Viên, Cầu Tre, Vạn Mỹ, Lạc Viên, Đổng Quốc Bình und Máy Chai sowie
- Lê Chân mit den 15 Vierteln (phường) An Biên, An Dương, Cát Dài, Đông Hải, Dư Hàng, Dư Hàng Kênh, Hàng Kênh, Hồ Nam, Lam Sơn, Niệm Nghĩa, Nghĩa Xá, Trại Cau, Trần Nguyên Hãn, Vĩnh Niệm und Kênh Dương.

Die Landkreise sind An Dương, An Lão, Kiến Thuỵ, Thủy Nguyên, Tiên Lãng und Vĩnh Bảo sowie die zwei Insel-Landkreise (huyện đảo) Bạch Long Vĩ und Cát Hải.

### Städtepartnerschaften
- Đà Nẵng (Vietnam)
- Incheon (Südkorea), seit 1997
- Kitakyūshū (Japan), seit 2014
- Sankt Petersburg (Russland), seit 2008, halboffiziell
- Seattle (Vereinigte Staaten von Amerika), seit 1996
- Tianjin (Volksrepublik China), seit 1999
- Wladiwostok (Russland)

## Infrastruktur und Institutionen

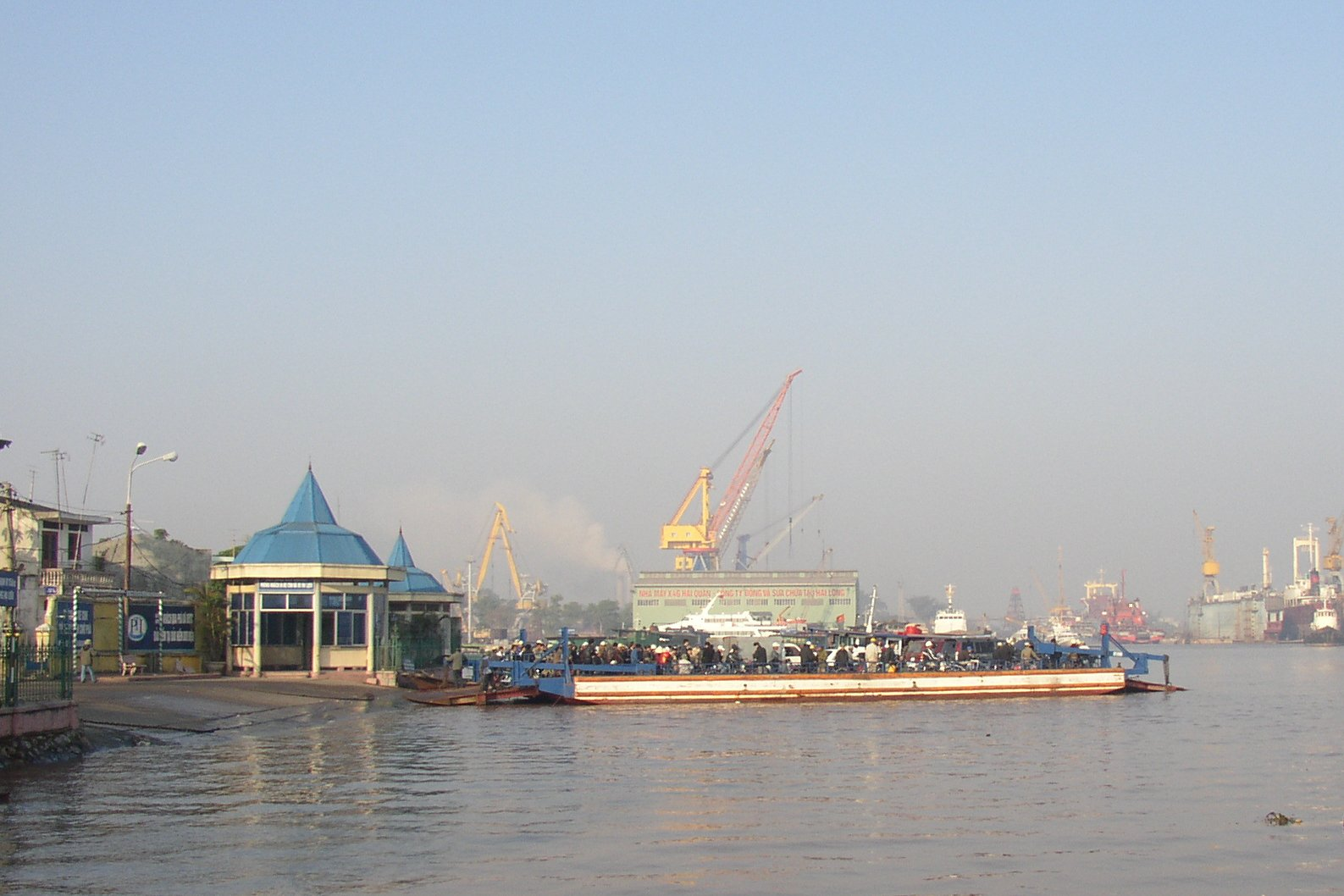
Fähre im Hafen

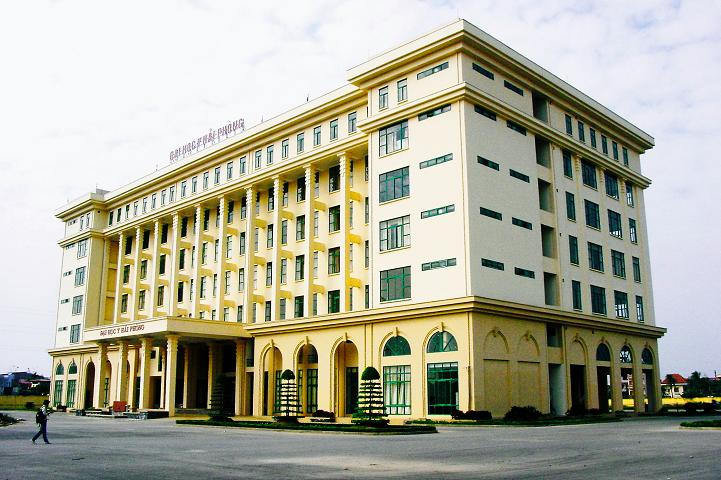
Medizinische Universität

Der Flusshafen Cảng Hải Phòng am Sông Cấm mit dem UN/LOCODE VNHPH  ist historisch und wirtschaftlich prägend für Haiphong. Sein Tiefgang beträgt zurzeit nur 6,4 m, weshalb die Verwaltung mit Nachdruck den Ausbau zu einer modernen Hafengruppe betreibt. Dazu gehören als zivile Seehäfen der Cảng Đình Vũ und der Cảng Lạch Huyện, der seit 2013 in Kooperation der Hai Phong International Container Terminal Company (HICT) mit der Public-private-Partnership aus Vinalines und dem japanischen Investor Molnykit als moderner Containerhafen erbaut wird. Er soll 2017 zur Anbindung der Wirtschaftszone Đình Vũ und als Haupthafen für Nordvietnam eröffnet werden. Dann können Exportwaren aus Nordvietnam ohne einen Transit über die Häfen Singapur und Victoria Harbour bei Hongkong nach Europa und Amerika verschifft werden. Für den Erfolg des Infrastrukturprojektes Kunming-Haiphong Transport Corridor ist dieser Ausbau von zentraler Bedeutung. Auch der Marinehafen wird deutlich erweitert. In Haiphong steht eine Sendestation des internationalen NAVTEX-Seefahrts-Sicherungssystems, die als Navarea 11 Station W auf 4209,5 kHz sendet. Fähren starten am Anleger Bến Binh nahe der Innenstadt.
Der Hauptbahnhof Ga Hải Phòng im Kolonialstil liegt an der 75 Lương Khánh Thiện. In der westlichen Vorstadt steht der kleine Bahnhof Thường Li. Die Bahnlinie Haiphong–Hanoi wurde 1901 eröffnet. Eine Yunnan-Bahn genannte Eisenbahnstrecke verbindet die Stadt mit Kunming, der Hauptstadt der chinesischen Provinz Yunnan. Die Strecke bis zur chinesischen Grenze wird als Yen Vien-Lao Cai Railway Upgrading Project im Rahmen des Projektes Kunming-Haiphong Transport Corridor modernisiert. Parallel dazu wurde 2014 der Ausbau der Nationalstraße Nr. 70 nach Kunming zu einer 250 km langen Mautautobahn unter dem Namen Noi Bai-Lao Cai Expressway eröffnet.
Die wichtigste Straßenverbindung mit Hanoi ist die Nationalstraße 5. Der Neubau einer dreispurigen Schnellstraße von der Dinh Vu-Brücke in Haiphong zur Thanh Tri-Brücke in Hanoi wurde im Mai 2008 begonnen. Die Stadt hat mehrere Überland-Busbahnhöfe. Vom Tam Bạc-Busbahnhof in der Bến Tam Bạc gegenüber dem Markt Chợ Sắt gehen ungefähr zehnminütig Busse nach Hanoi, der Cầu Rào-Busbahnhof liegt in der Chân Cầu Rào, Busse nach Đồ Sơn starten am Bến xe Lạch Tray, von Niệm Nghĩa in der Trần Nguyên Hãn werden Ziele im Süden angesteuert und die östlichen Routen starten in Lạc Long, 22 Cù Chính Lan. Hier halten auch Busse der Hanoi-Linien.
Der Cát Bi Airport (IATA: HPH, ICAO: VVCI) liegt 7 km südöstlich der Stadt. Von dort gehen mehrmals in der Woche Flüge nach Ho-Chi-Minh-Stadt und Da Nang. Um den weiteren Ausbau der Flugkapazität konkurrieren zwei Projekte, einerseits die Erweiterung von Cát Bi um eine neue 3000 m lange Start- und Landebahn mit dem Ziel, die Abfertigungskapazitäten auf 2 Mio. Passagiere jährlich zu vervierfachen. Gegen diesen Plan spricht die Nähe zur Innenstadt, die die zukünftige Stadtentwicklung behindern würde. Das andere, vom stellvertretenden Ministerpräsidenten Hoàng Trung Hải angeregte Projekt prüft einen kompletten Neubau im dünn besiedelten südwestlichen Landkreis Tiên Lãng mit einer Kapazität von 60 bis 80 Millionen Passagieren, der auch den Nội Bài Airport entlasten könnte.
Das wichtigste Krankenhaus ist das Vietnamesisch-Tschechische Freundschaftskrankenhaus (Bệnh viện Hữu Nghị Việt Tiệp) in der Đường Nhà Thương. Die Medizinische Universität liegt an der Đường Nguyễn Bỉnh Khiêm im Bezirk Ngô Quyền. Die öffentliche Universität von Haiphong (vietnamesisch Đại học Hải Phòng, Abk. HPU) liegt im südwestlich gelegenen Distrikt Kiến An in der 171 Phan Đăng Lưu. Sie wurde 1968 als berufsbegleitende Universität gegründet. Im Jahre 2000 wurde sie mit anderen Hochschulen der Stadt zur Hai Phong Education University vereinigt und 2004 in Hai Phong University umbenannt. Die international renommierte Nautische Hochschule Vietnams (englisch Viet Nam Maritime University, vietn. Đại học Hàng hải Việt Nam, Abk. VIMARU) des Verkehrsministeriums wurde 1956 als Haiphong Maritime University gegründet. Mit der Haiphong Private University (Đại học Dân lập Hải Phòng) gibt es auch eine private Hochschule.

## Handwerk und Wirtschaft

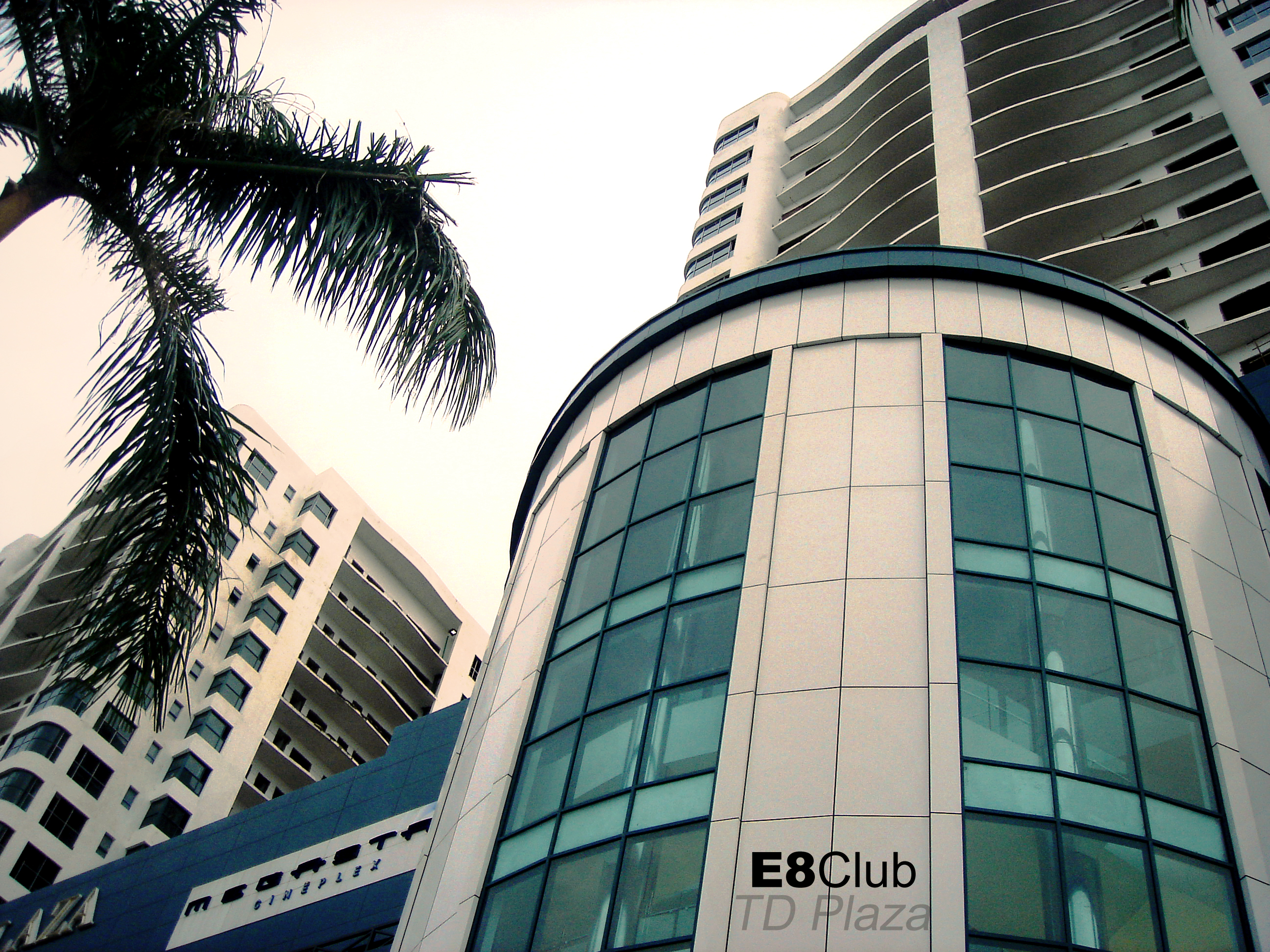
TD (Thùy Dương)-Plaza

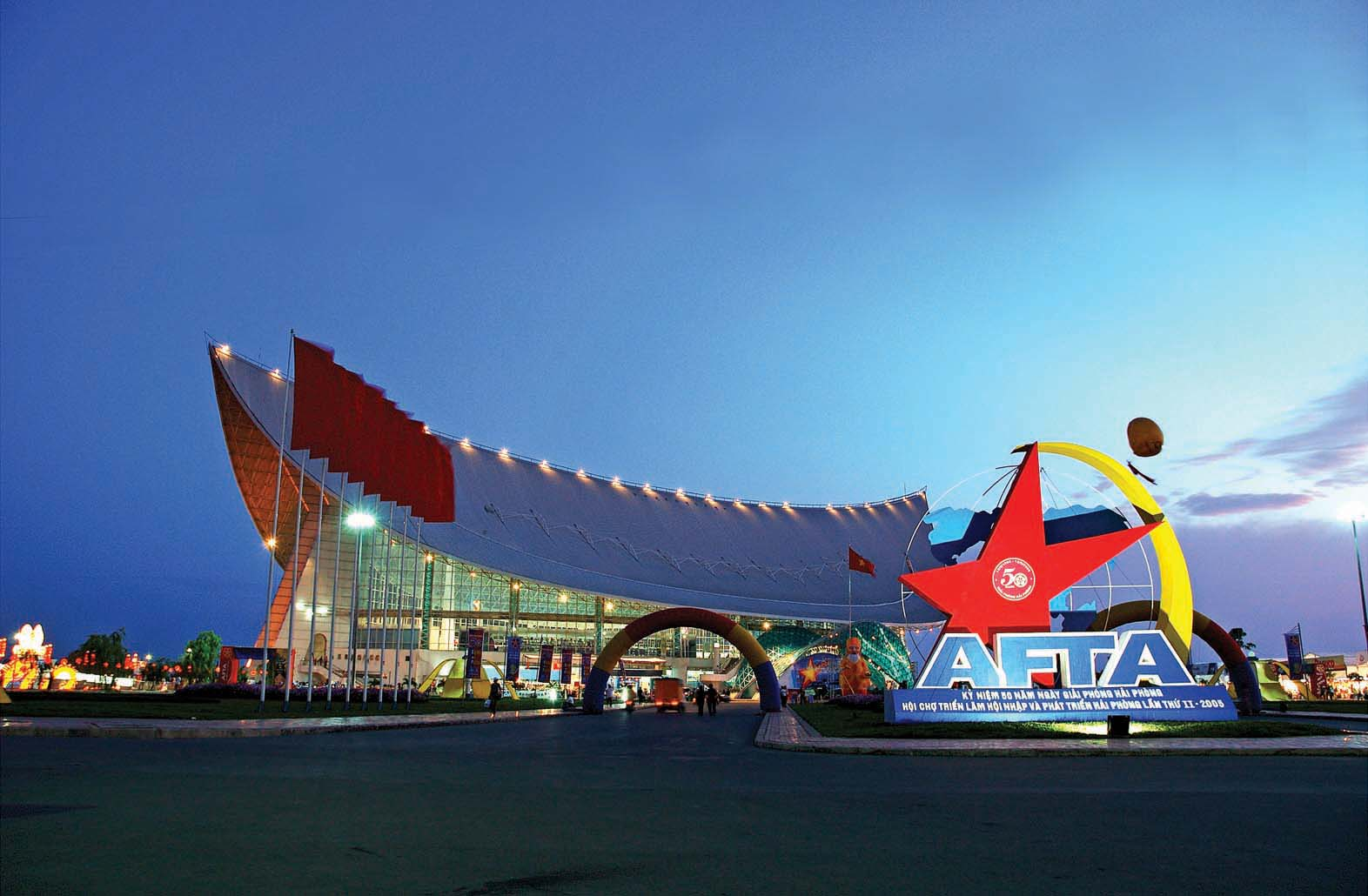
Hai Phong Center for International Trade and Exhibition

In der Stadt und in umliegenden Dörfern gibt es eine Vielzahl von handwerklichen Betrieben, die Metall und Marmor bearbeiten, Flecht- und Korbwaren sowie Lack- und Intarsienarbeiten herstellen. Berühmt sind die Wollteppiche aus Haiphong.
Die Wirtschaft von Haiphong war seit Beginn der Kolonisation, neben der traditionellen Fischerei, vom Hafen und von schwerindustriellen Betrieben geprägt. Dazu zählen bis heute große Docks und Werften wie NASICO und Vinashin (Vietnam Shipbuilding Industry Group), die Stahlindustrie, die Förderung und der Exportumschlag von Öl, Mineralien und Erzen, Ziegeleien und die Zementproduktion (die erste Fabrik wurde bereits 1888 von den Franzosen erbaut).
Nach Đổi mới haben sich in den 1990er Jahren südlich der Stadt Produktionsbetriebe aus Südkorea, Taiwan und Japan etabliert, die im Rahmen von Joint Ventures High-Tech-Produkte, aber auch Textilien und Schuhe für den Reexport herstellen. Damit hat sich Haiphong von einer einseitig auf Hafen- und Schwerindustrie konzentrierten Wirtschaftsmetropole auch zu einem Standort exportorientierter Leichtindustrie entwickelt. Hier haben vor allem junge Frauen aus dem ländlichen Umland einen neuen Arbeitsplatz gefunden.
Der Dienstleistungssektor ist in Haiphong weniger entwickelt. Für Direktinvestitionen (FDI) bietet Haiphong günstige Voraussetzungen und im Jahrzehnt bis zur Weltfinanzkrise 2008 mit im Mittel 12 % jährlich beachtliche ökonomische Wachstumsraten. Die Provinz lag laut ITPC (Investment & Trade Promotion Center) 2004 auf Rang 6 der vietnamesischen Investitionsregionen.
Im Januar 2006 berichtete die vietnamesische Presse, dass Haiphong mit einem Kostenaufwand von 500 Mio. US-Dollar zu einem modernen Marinehafen ausgebaut werden solle. Die Aufrüstung der vietnamesischen Marine ist vor dem Hintergrund neuer Erdöl-Funde (2004) ca. 70 Kilometer östlich von Haiphong im Golf von Tonkin sowie dem jahrelangen Konflikt mit der Volksrepublik China um die Spratly- und Paracel-Inselgruppen im Südchinesischen Meer zu sehen. Auch dort werden reiche Vorkommen an Erdöl und Erdgas vermutet. Das Yên Tử-Erdölfeld östlich von Haiphong liegt brisanterweise nahe an den Territorialgewässern Chinas. Unter den ASEAN-Staaten ist Vietnam derzeit drittgrößter Erdölproduzent (nach Indonesien und Malaysia). Vietnams gesicherte Erdölvorkommen werden mit 600 Millionen Barrel beziffert.
2010 geriet der Schiffbau- und Reedereikonzern Vinashin aufgrund zu schnellen Wachstums und Überschuldung an den Rand des Zusammenbruchs. Die Schulden des Unternehmens summierten sich bis Ende September 2010 auf 4,7 Milliarden US-Dollar. Das entspricht dem sechsfachen Jahresumsatz des Konzerns oder rund 5,4 Prozent des Bruttoinlandsprodukts Vietnams. Die Sanierung kommt nur stockend voran.
Am 2. September 2017 präsentierte der Mischkonzern VinGroup JSC (vietnamesisch Tập đoàn Vingroup) in Hai Phong seine Pläne zur Errichtung einer Fahrzeug-Fabrik. Die Produktion soll mit einem Elektroroller anlaufen. Die Markteinführung des ersten selbstentwickelten PKW-Modells mit dem Markennamen VinFast ist für die 2. Jahreshälfte 2019 geplant. Hierfür will man Technik in Lizenzproduktion unter anderem von BMW nutzen und arbeitet mit Bosch und Pininfarina (Design) zusammen. Das Werk wird auf einer Fläche von 335 Hektar auf der Hai Phong vorgelagerten Insel (đảo) Cát Hải errichtet, die den Landkreis (District) gleichen Namens umfasst. Premierminister Nguyễn Xuân Phúc lobte bei der oben genannten Veranstaltung auch die Effekte für die Strukturförderung der ländlichen Region. Die Kosten für den ersten Bauabschnitt sollen 1,5 Milliarden Dollar betragen, das Gesamt-Investitionsvolumen soll sich auf 3,5 Milliarden Dollar belaufen. Die Credit Suisse AG soll 800 Millionen Dollar zur Finanzierung des Projektes zugesichert haben.

## Tourismus

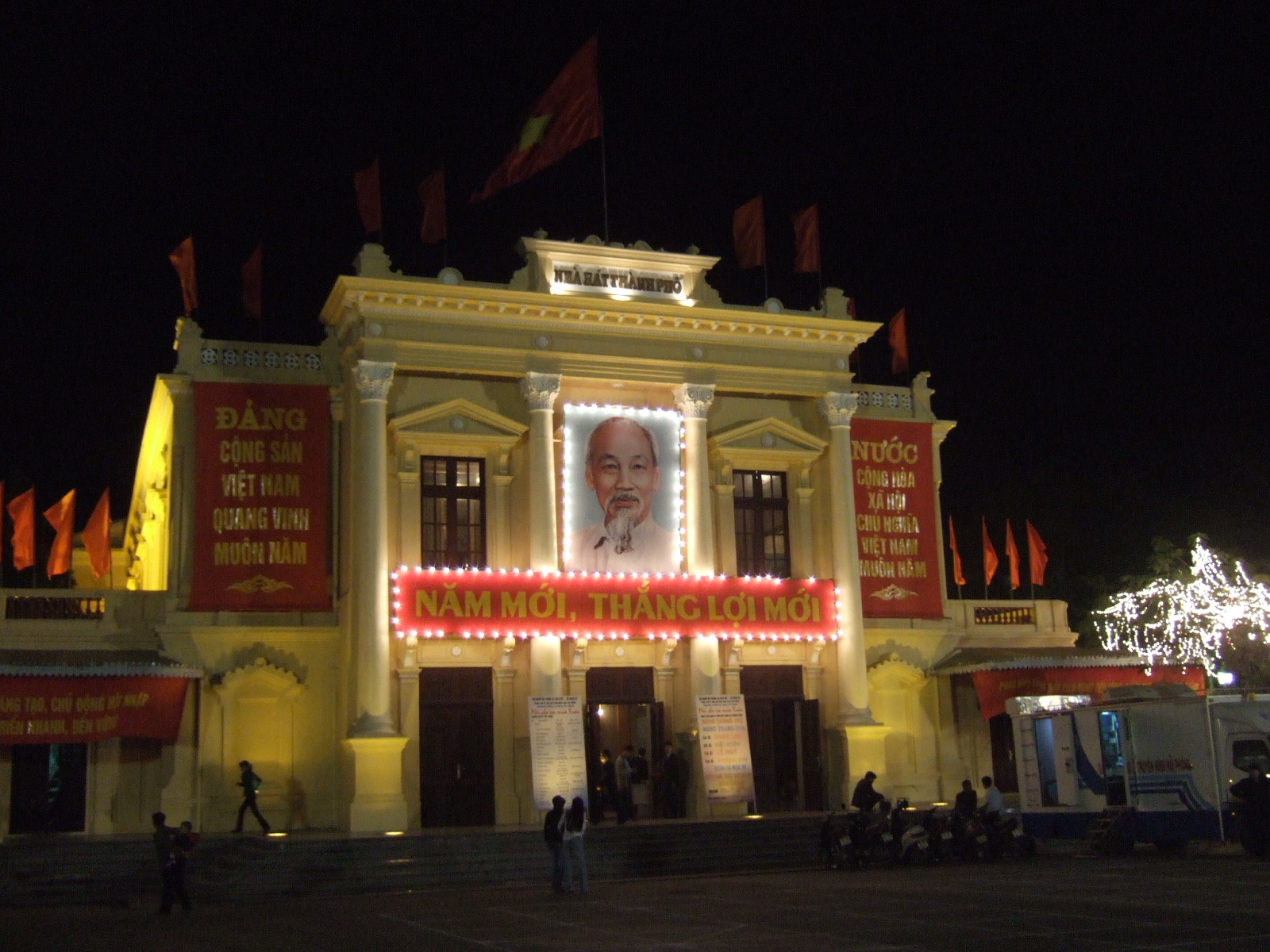
Oper von Haiphong, geschmückt zu Tết

Der Tourismus spielt in Haiphong aufgrund der eher geringen Anzahl von Sehenswürdigkeiten eine untergeordnete Rolle. Allerdings nutzen ausländische Touristengruppen Haiphong oft als Ausgangspunkt für eine Bootsfahrt durch die bizarre Felslandschaft der Halong-Bucht (UNESCO-Weltkulturerbe). Zwischen Haiphong und der Cát-Bà-Insel verkehren Tragflügel-Schnellboote russischer Bauart (Fahrzeit: 60 min.).
Laut der Korea Economic Daily vom 26. September 2008 baut die Fa. AMCO, Tochtergesellschaft der Hyundai Group, einen Urlaubsort in Haiphong. Dort entstehen auf einer Fläche von 6,37 km² Hotels, Krankenhäuser, Schulen, ein Altersheim und ein Bürozentrum. Das Projekt mit einem Investitionsvolumen von 1,7 Bill. Won (ca. 1,5 Mrd. USD) soll im Jahr 2015[veraltet] fertiggestellt werden.
An den 20 Kilometer südlich von Haiphong bei Đồ Sơn gelegenen attraktiven Stränden hatten bereits Franzosen vor 1954 Villen zur Erholung erbaut. 1994 hat dort das erste legale Casino Vietnams seinen Betrieb aufgenommen. Zutritt haben nur Ausländer (vielfach Chinesen) und Vietnamesen mit gültigem Reisepass, den jedoch nicht alle Vietnamesen besitzen. Am neunten Tag des achten Monats im Chinesischen Kalender finden im Rahmen des bekannten Dorffestes Lễ hội Chọi trâu Đồ Sơn auch Wasserbüffelkämpfe statt.

## Sehenswürdigkeiten

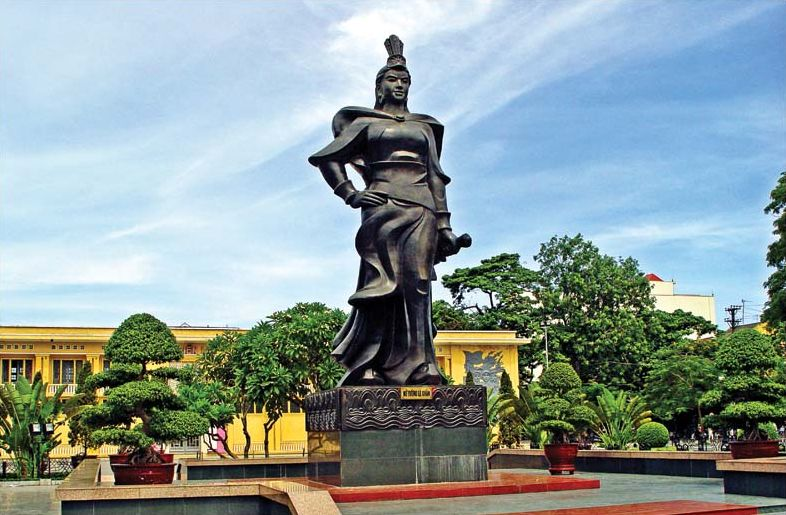
Statue der Gründerin Madam Lê Chân

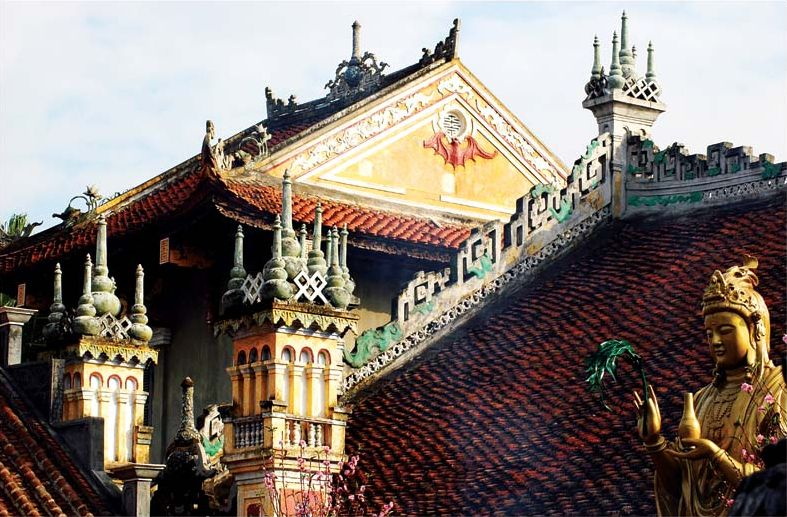
Details der Dư Hàng-Pagode

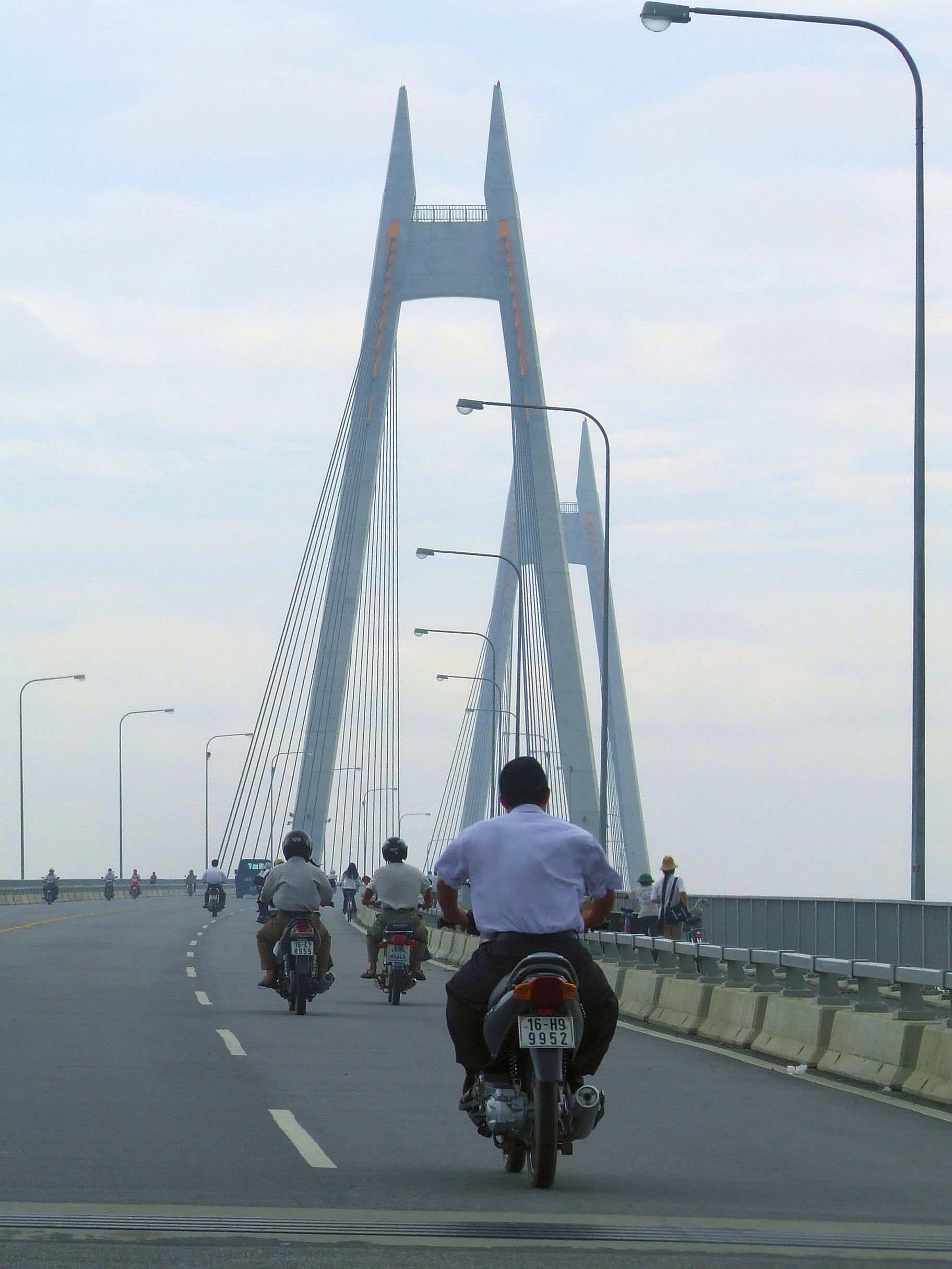
Die Binh-Brücke (Cầu Bính) über den Cấm

- Gemeinschaftshaus Đình Hàng Kênh (auch Nhân Thọ, 17. Jahrhundert), berühmt für seine geschnitzten Holzreliefs, Nguyễn Công Trứ, Hàng Kênh-Viertel im Distrikt Lê Chân
- Dư Hàng-Pagode (zwischen 980 und 1009 erbaut, Restaurierungen im 17. Jahrhundert), 121 Chua Hàng, Distrikt Le Chan
- Đền Nghè-Tempel (18. Jahrhundert), Ecke Le Chan/Me Linh
- Kolonialarchitektur: der Bahnhof Ga Hải Phòng in der 75 Lương Khánh Thiện, neobarocke Oper und Stadttheater (1904) in der 56 Đinh Tiên Hoàng, das Postamt in der 5 Nguyễn Tri Phương.
- Villen und Paläste vor allem im Quartier Français rund um die Điện Biên Phủ
- Katholische Kathedrale „Königin des Rosenkranzes“ (Nữ Vương rất Thánh Mân Côi, 19. Jahrhundert), Pho Hoang Van Thu
- Historisches Museum (1919, 1959), 11 Đinh Tiên Hoàng
- Städtisches Ausstellungs- und Kunsthaus, Lần ông / Nguyễn Đức Cảnh
- Gemüse- und Fischmarkt Chợ Tam Bạc (großes Angebot an Seafood)
- Stadtmarkt Chợ Sắt (1992), Quang Trung
- Blumenmarkt im Stadtpark Vườn Hoa
- Markt- und Handwerkerviertel zwischen Quang Trung und Phan Bội Châu
- Messegelände Hai Phong Center for International Trade and Exhibition
- Handelszentrum mit der TD (Thùy Dương)-Plaza, einem 19-stöckigen Zwillingshochhaus, Lê Hồng Phong, Hải An Dist
- People’s Theatre-See (Hồ Nhà hát nhân dân), ursprünglich an einer von Franzosen gebauten Pferderennbahn liegend
- Vergnügungspark für Kinder und Họng Voi-Grotte
- Universitäts-Gürtel
- Lạch Tray-Stadion mit 20.000 Plätzen, zur ASEAN-Fußballmeisterschaft 2004 modernisiert.

außerhalb der Stadt:
- Traditionelle Handelsdörfer mit verschiedenen Spezialitäten[17]
- Marinemuseum (1975), Abteilung des Ozeanographischen Instituts, 16.000 m² Ausstellungsfläche, an der Schnellstraße 353 Hải Phòng–Đồ Sơn
- Đồ Sơn, Badeort und Casino
- Observatorium Phù Liễn (1902), 8 km südwestlich der Innenstadt im Distrikt Kiến An
- der Berg Voi in der Form eines Elefanten, 20 km südwestlich der Stadt
- Tràng Kênh, auch als Trockene Hạ Long-Bucht bezeichnet, bei der Ortschaft Minh Đức
- Bạch Đằng-Delta, östlich von Haiphong
- Cát Bà-Insel, 1986 zum Nationalpark erklärt, seit 1994 Teil eines UNESCO-Biosphärenreservates.

## Sport
Der Fußballverein Xi măng Hải Phòng spielt aktuell in der höchsten Liga des Landes, der V.League 1, und wurde zwischen 2008 und 2009 von dem Österreicher Alfred Riedl trainiert. Der ehemalige brasilianische Nationalspieler Denílson de Oliveira Araújo unterschrieb 2009 einen Vertrag für die 13 Spiele der Saison-Rückrunde. Seine Heimspiele trägt der Verein im Lạch Tray-Stadion aus. Haiphong war ein Austragungsort der ASEAN-Fußballmeisterschaft 2004 und des Endspiels der Frauen der 22. Südostasienspiele (SEA Games) 2003.

## Töchter und Söhne der Stadt
- Mạc Đăng Dung (1483–1541), König von Đại Việt und Begründer der Mạc-Dynastie
- Nguyễn Bỉnh Khiêm (1491–1585), Erzieher, Dichter, Weiser und Heiliger des Cao Đài
- Edward Ardizzone (1900–1979), britischer Illustrator, Maler und offizieller Kriegskünstler
- Mai Trung Thứ (1906–1980), vietnamesisch-französischer Maler
- Georges Condominas (1921–2011), französischer Ethnologe
- Michel Henry (1922–2002), französischer Philosoph und Schriftsteller
- Văn Cao (1923–1995), Komponist
- Éric Charden (1942–2012), französischer Chansonnier
- Wong Kwok-hing (vietn. Vương Quốc Hưng; * 1949), Gewerkschafter und Mitglied des Legislativrates Hongkong
- Phạm Nhật Vượng (* 1968), Unternehmer
- Ngọc Sơn (* 1968), Sänger
- Thu Phương (* 1972), vietnamesisch-amerikanische Sängerin
- Bùi Thị Nhung (* 1983), Hochspringerin
- Nguyễn Hữu Việt (1988–2022), Schwimmer
- Phan Thị Hà Thanh (* 1991), Geräteturnerin

## Galerie

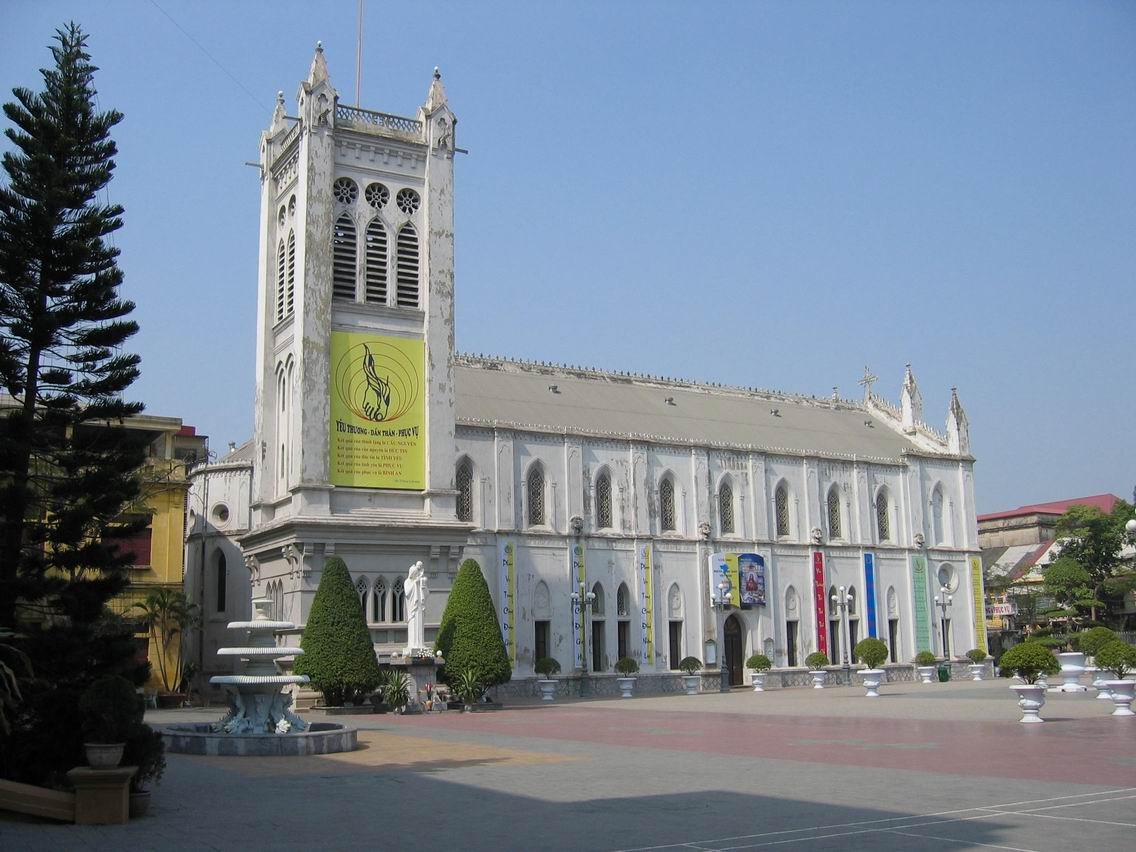
Kathedrale Königin des Rosenkranzes (Nữ Vương rất Thánh Mân Côi)
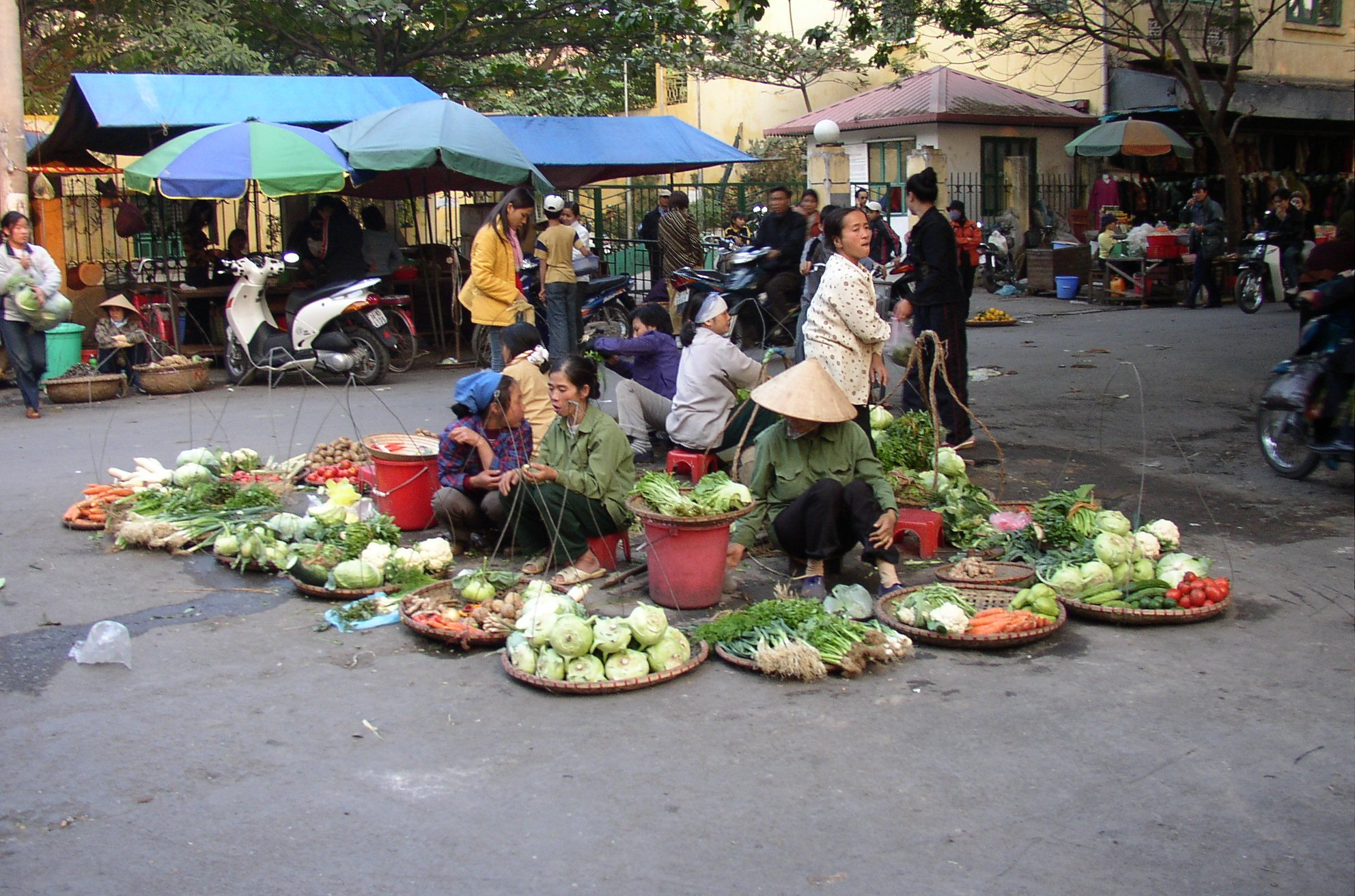
Marktszene auf der Straße
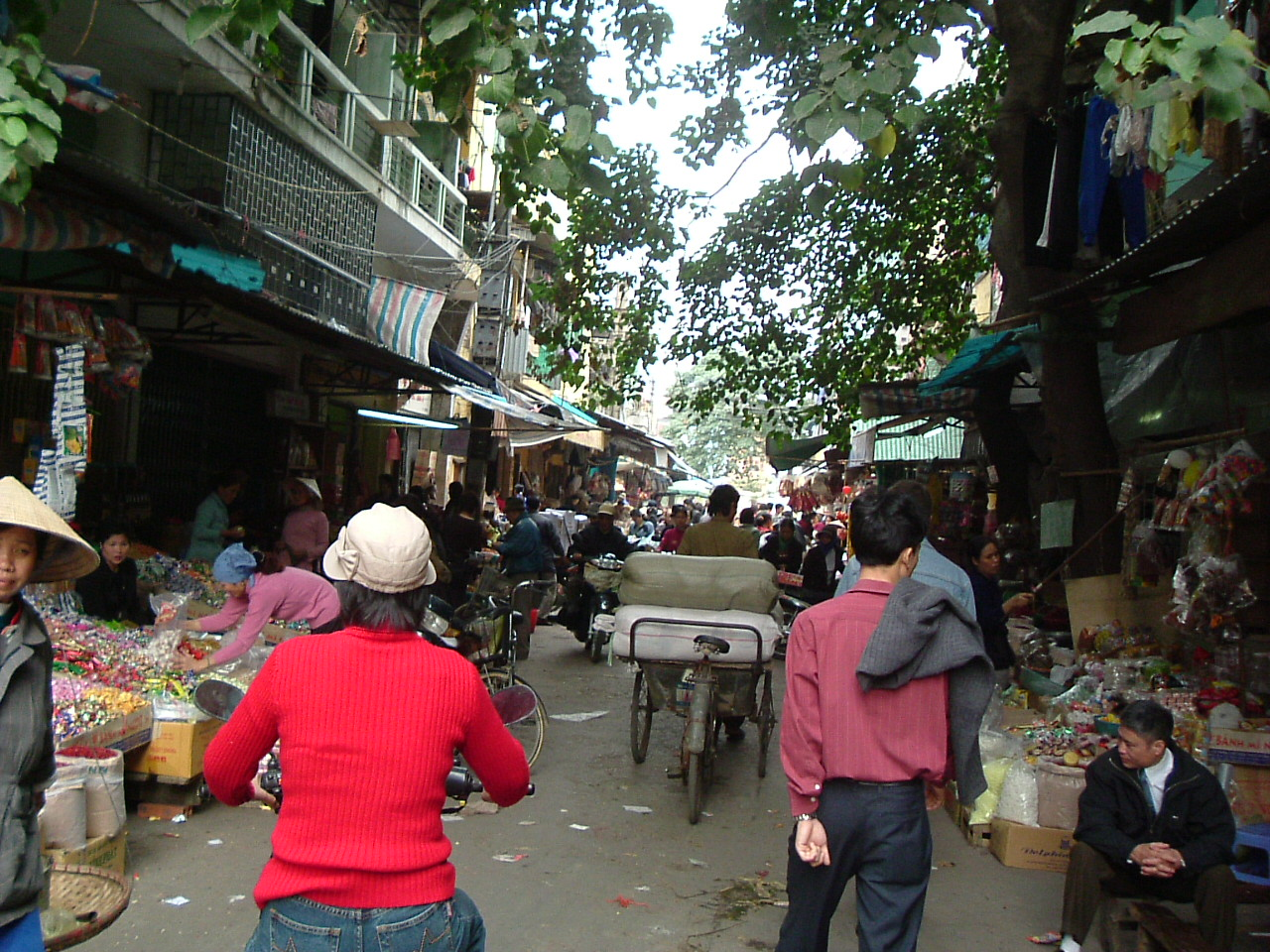
Marktviertel zwischen Quang Trung und Phan Bội Châu
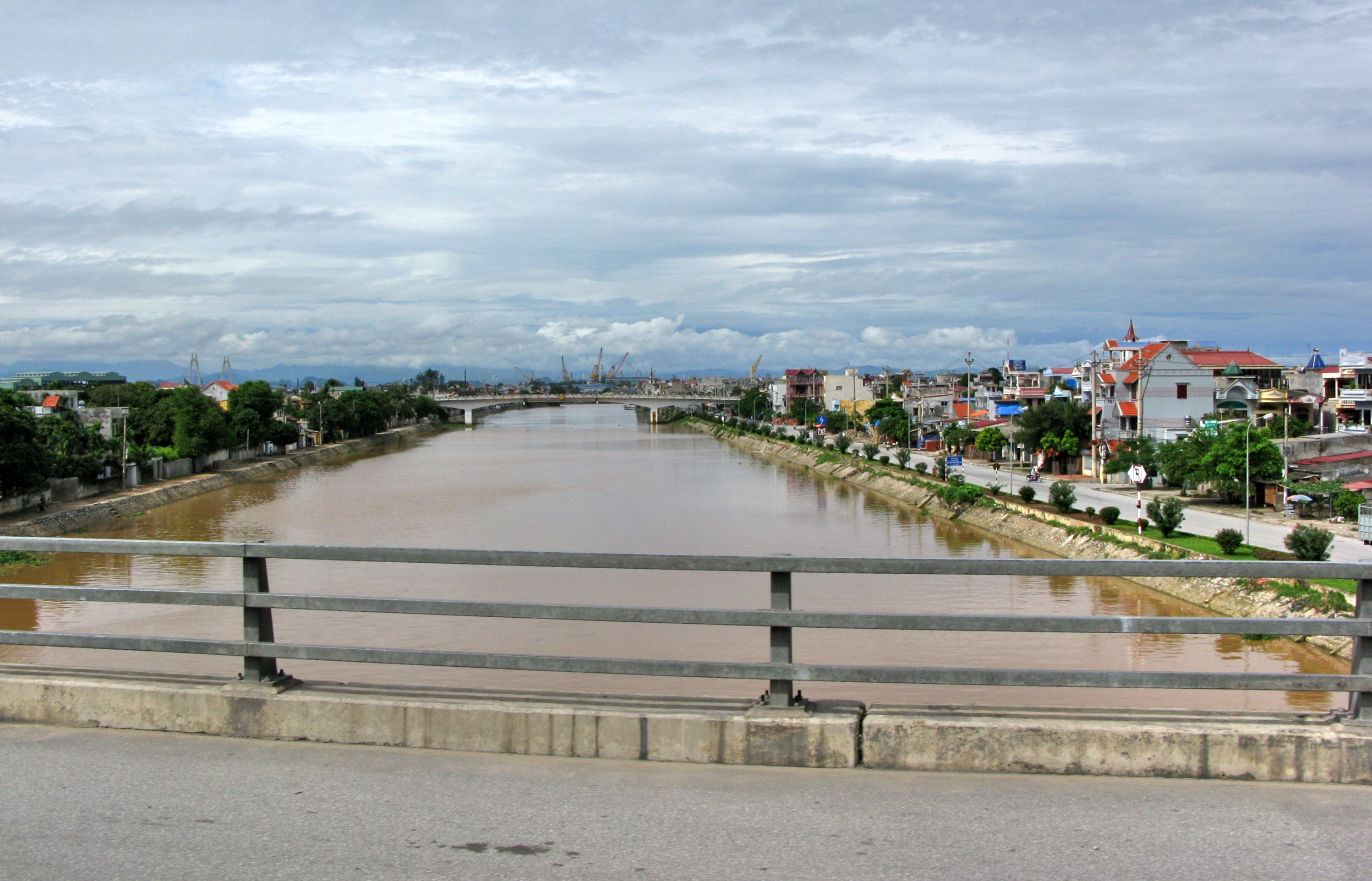
Blick auf den cửa Cấm
Schiffsbrücken-Simulator an der Nautischen Hochschule, Hải Phòng
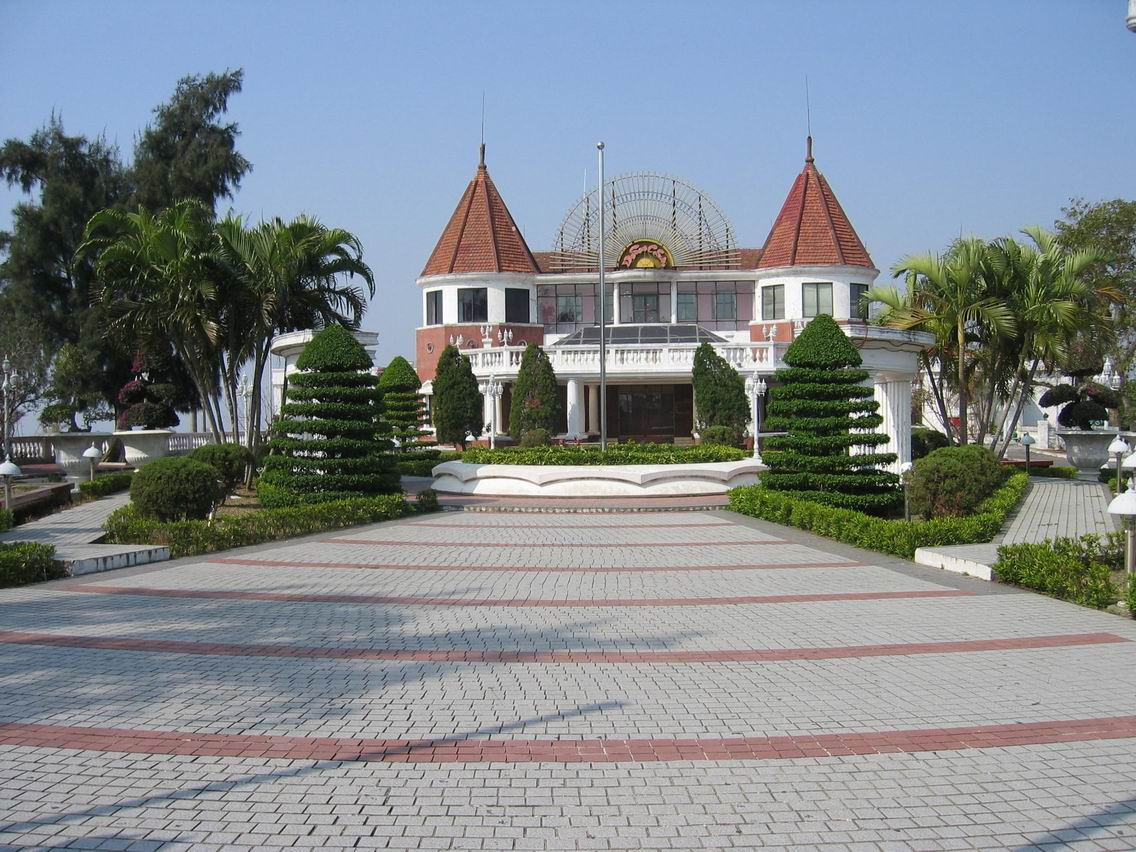
Casino in Đồ Sơn